# Aleksandar Stanković (general)
Aleksandar „Aca” Stanković (în sârbă Александар Станковић; n. 18/30 iulie 1879, Grdelica, Jablanica, Serbia – d. 2 mai 1948, Belgrad, RFP Iugoslavia⁠(d)) a fost un ofițer superior al Armatei Regale Sârbe și general de divizie al Armatei Regale Iugoslave. A luptat în Primul Război Mondial și a fost comandant al Gărzii Regale în perioada 1936-1940.

## Biografie

### Începutul carierei militare
S-a născut la 18 iulie 1879 în satul Grdelica din comuna Vranje, ca fiu al lui Jovan, primul președinte al comunei Grdelica, și al Stojankăi. După ce a absolvit 7 clase de liceu la Leskovac, Vranje și Niš, a urmat cursul inferior (fiind clasat pe locul 32) și apoi cursul superior al Școlii Militare din Belgrad (fiind clasat pe locul 16). La absolvirea cursului inferior al Școlii Militare, a fost avansat în anul 1901 la gradul de podparucic (sublocotenent) și repartizat în Regimentul 1 Infanterie „Prințul Miloș” din Vranje. A fost avansat la gradul de locotenent la 22 februarie 1905.
După absolvirea cursului superior al Școlii Militare a fost comandant de companie în Regimentul 16 Infanterie (din 24 aprilie 1906) și în Regimentul 14 Infanterie (din 4 octombrie 1908), iar apoi a fost plecat pentru un an la Berlin pentru a studia limba germană și a-și completa educația generală. La întoarcerea de la Berlin a devenit comandant de companie în Regimentul 1 Infanterie „Prințul Miloș”.

### Războaiele Balcanice și Primul Război Mondial
A luat parte, în calitate de comandant al companiei 1 din batalionul 3 al Regimentului 1 Prekobrojna, la toate luptele purtate de regimentul său în Primul Război Balcanic și apoi în cel de-al Doilea Război Balcanic 1913 și a fost avansat la 29 iunie 1912 la gradul de căpitan de rangul I.
La începerea Primului Război Mondial a fost comandantul batalionului 4 din Regimentul 2 Prekobrojna, cu care a participat la Bătălia de pe Muntele Cer, fiind rănit în lupta de pe vârful Kosani în 16 august 1914. După trei luni, la 30 noiembrie, a fost din nou rănit într-o altă luptă cu austriecii. A devenit comandant al batalionului 2 din Regimentul 1 Kadrovska și, după retragerea armatei sârbe prin Albania în Corfu și urmarea în martie 1916 a unui curs de formare, a participat în calitate de comandant al batalionului 1 din Regimentul 4 Voluntari Sârbi la luptele de pe frontul din Dobrogea din august 1916. În situația tulbure de pe frontul românesc sudic a salvat-o pe principesa Maria, care apoi, în calitate de asistentă medicală, l-a tratat pe Stanković atunci când ofițerul sârb a fost rănit pentru a treia oară (în cap și în piept) în luptele cu bulgarii din satul Kara Sinan. În anul 1918 lt.col. Stanković a fost comandant militar al orașului Vranje.
A fost decorat cu Ordinul „Mihai Viteazul”, clasa a III-a:
„Pentru vitejia și îndârjirea cu care a luptat la 25 august 1916, lângă Koru-Nasradin. După ce a respins un puternic atac al inamicului, l-a contraatacat, i-a ocupat pozițiunile și în aceeași zi a respins mai multe atacuri date de forțe inamice superioare numericește. A fost grav rănit pe câmpul de onoare.”
Înalt Decret no. 656 din 3 iulie 1917:p. 37

### Funcții deținute după război
După încheierea războiului a fost comandant de batalion în Regimentul 16 Infanterie (29 aprilie - 14 august 1920) și comandantul batalionului 2 din Regimentul 1 Infanterie (14 august - 13 noiembrie 1920). Avansat la gradul de colonel la 14 octombrie 1920, a lucrat ca ofițer în statul major al regiunii militare III (13 noiembrie 1920 - 16 noiembrie 1921) și apoi a fost comandant al Regimentului 1 Infanterie (26 noiembrie 1921 - 10 februarie 1927). După ce principesa Maria a României s-a căsătorit cu regele Alexandru I Karadjordjevic la 8 iunie 1922, Stanković a devenit un apropiat al familiei regale. El a fost numit comandant al Brigăzii de Infanterie Drina (10 februarie 1927 - 30 aprilie 1928) și înaintat la 28 iunie 1927 la gradul de general de brigadă. A îndeplinit apoi funcțiile de comandant al Școlii de Ofițeri de artilerie și infanterie de rezervă (30 aprilie 1928 - 16 septembrie 1930), comandant al Diviziei Dunărea (16 septembrie 1930 - 23 octombrie 1931) și al Diviziei Drina (23 octombrie 1931 - 2 aprilie 1936). La 17 decembrie 1932 a fost înaintat la gradul de general de divizie.
La 2 aprilie 1936 a fost numit comandant al Gărzii Regale, îndeplinind această funcție până la 12 septembrie 1940, când a trecut în rezervă din această poziție. În timpul celui de-al Doilea Război Mondial, a trăit retras și nu s-a implicat în treburile politice. A murit la 2 mai 1948 la Belgrad. A fost înmormântat în Cimitirul Nou din Belgrad. 
Aleksandar Stanković a fost căsătorit cu Katarina (Kaja), fiica profesorului Đorđe Hadži-Antić din Vranje. Nu au avut copii.

## Decorații

### Decorații sârbe
- Ordinul Steaua Karagheorghevici, cl. a IV-a
- Ordinul Steaua Karagheorghevici cu spade, cl. a IV-a (de două ori)
- Ordinul Vulturul Alb, cl. a IV-a
- Ordinul Vulturul Alb cu spade, cl. a V-a
- Ordinul Coroana Iugoslaviei, cl. a III-a și a II-a
- Ordinul Sf. Sava, cl. I
- Medalia de aur pentru vitejie
- Medalia Meritul Militar
- Medaliile comemorative ale războaiele balcanice din 1912-1913
- Medalia comemorativă a Primului Război Mondial
- Medalia comemorativă a regelui Petru I
- Medalia comemorativă a Retragerii Armatei Sârbe prin Albania

### Decorații străine
- Ordinul „Mihai Viteazul”, clasa a III-a, România (3 iulie 1917)[3][4]:p. 37
- Ordinul „Sfânta Ana” cu spade, cl. a III-a, Rusia
- Ordinul „Sfântul Vladimir” cu spade, cl. a IV-a, Rusia
- Crucea Comemorativă a Războiului 1916-1918, România
- Crucea de război 1914-1918, Cehoslovacia